# گیردهاری تیکو
گیردهاری لعل تیکو (۱۸ اوت ۱۹۲۵ در کشمیر - ۱۴ اوت ۱۹۹۶) زبان‌شناس و ادبیات‌پژوه کشمیری و استاد مطالعات فارسی و آسیایی در دانشگاه ایلینوی بود. وی به خاطر کارهایش دربارهٔ ادبیات فارسی شهرت داشت.

## آثار
- گفتگو با شاعران معاصر ایران
- با اطمینان: رؤیاها و دیالوگ‌ها
- اسلام و واگرایی فرهنگی آن: مطالعاتی به افتخار گوستاو وان گرونبائوم
- نوزده ده، ۱۹۸۱
- درآمدی بر شعر فارسی در کشمیر (۱۳۳۹–۱۸۴۶)، ۱۹۷۱
- برگزیده از پارسی سرایان کشمیر، شهریور ۱۳۴۲، تهران